# Rüppell-afropapagáj
A Rüppell-afropapagáj (Poicephalus rueppellii), korábban angolai szürkepapagáj, a madarak osztályának papagájalakúak (Psittaciformes) rendjébe és a papagájfélék (Psittacidae) családjába tartozó faj.

## Előfordulása
Afrikában, Angola és Namíbia területén honos, kóborlásai során eljut Botswanába is. Folyómenti száraz erdők lakója.

## Megjelenése
Testhossza 22-25 centiméter, testtömege 100-130 gramm. A madár tollruhája sötétszürke, fején világosabb. A hím vállán sárga folt van. A tojó szeme narancssárga, hasaalján kék folt van.

## Életmódja
Korhadó fákon keresi lárvából, bogyókból, friss hajtásokból és magvakból álló táplálékát.

## Szaporodása
Faodúba fészkel.